# T67 (САУ)
75 mm Gun Motor Carriage T67 — американская самоходная артиллерийская установка, разработанная в 1940-х годах. Является дальнейшим развитием T49, а также является прототипом истребителя танков M18 «Хеллкэт».

## История создания
Прототип T67 закончили в ноябре 1942 года. По техническим характеристикам T67 и T49 были одинаковы (хоть масса T67 была больше). В том же месяце САУ отправилась на Абердинский полигон. 
Испытания стрельбы показали, что сделанное с запасом шасси САУ позволило точно производить выстрел. После хорошего результата испытаний машины разработчики решили установить 76-мм пушку M1. Из-за установки нового орудия масса САУ снова увеличилась. Из-за увеличения массы подвеску машины усилили. Испытания с новым орудием показали, что САУ по характеристикам лучше чем T57 GMC.
Из-за проблем с трансмиссией машину решили переделывать, заодно сменив мотор. Фактически же появившаяся в результате переделки T70 GMC, принятая на вооружение как M18 GMC, он же Hellcat, была во многом другой машиной. Концептуально повторяя T67 GMC, эта машина имела другие корпус, башню, подвеску, и мотор, а новая трансмиссия вместе с ведущими колёсами на ней перекочевала вперёд. Сложно согласиться, что одна лишь доработка трансмиссии состоит из всех этих значительных переделок.